# Diacanthoidea marginata
Diacanthoidea marginata är en insektsart som beskrevs av Ludwig Redtenbacher 1908. Diacanthoidea marginata ingår i släktet Diacanthoidea och familjen Diapheromeridae. Inga underarter finns listade i Catalogue of Life.